# Нягу, Виталий Николаевич
Виталий Николаевич Нягу (род. 24 апреля 1976, п. Слободзея, Слободзейский район, Молдавская ССР, СССР) — государственный деятель Приднестровской Молдавской Республики. Министр внутренних дел Приднестровской Молдавской Республики с 8 июля 2021.
Председатель Государственного таможенного комитета Приднестровской Молдавской Республики с 21 декабря 2016 по 8 июля 2021. Генерал-майор таможенной службы. Генерал-майор милиции (2021).

## Биография
Родился 24 апреля 1976 в посёлке Слободзея Слободзейского района Молдавской ССР.

### Образование
Окончил Приднестровский государственный университет имени Т. Г. Шевченко по специальности «юриспруденция».
Окончил Российскую академию государственной службы при Президенте Российской Федерации по специальности «социология управления».

### Трудовая деятельность
В 1997 поступил на службу в Прокуратуре Слободзейского района.
С 2001 по 2004 — старший прокурор по надзору за исполнением законов в уголовном судопроизводстве Прокуратуры Приднестровской Молдавской Республики.
С 2004 по 2006 — начальник отдела по надзору за следствием и дознанием в органах внутренних дел следственного управления Прокуратуры Приднестровской Молдавской Республики.
В 2006 был назначен судьёй Слободзейского районного суда.
С 2006 по 2008 — судья Верховного суда Приднестровской Молдавской Республики.
С 2008 по 2012 — юрисконсульт юридического отдела компании «Шериф».
С 2012 по 2016 — адвокат Коллегии адвокатов Приднестровской Молдавской Республики.
В 2010 был назначен членом Центральной Избирательной комиссии.
С 21 декабря 2016 по 8 июля 2021 — председатель Государственного таможенного комитета Приднестровской Молдавской Республики.
С 8 июля 2021 — министр внутренних дел Приднестровской Молдавской Республики.
8 июля 2021 указом Президента Приднестровской Молдавской Республики присвоено специальное звание «генерал-майор милиции».

## Семья
Женат. Воспитывает двоих детей.

## Факты
- Принимал активное участие в строительстве столичного храма во имя Новомученников и исповедников Церкви Русской на месте, где в 20-40-е годы XX века осуществлялись массовые советские репрессии[4]. Является ктитором храма[5].
- Разделяет идеи и концепцию Русского мира. В качестве председателя ГТК ПМР заявлял, что[6]:

Приднестровье, как и два с лишним столетия назад, остается форпостом Русского мира в регионе. Здесь стоит учитывать, что сегодня ГТК Приднестровья стоит на защите экономических интересов не только своей республики, но и России.
- Действительный член Императорского Православного Палестинского Общества[7].

## Награды
- Орден «За заслуги перед Церковью» II степени (2019 год, РПЦ)[4].
- Медаль «25 лет Черноморскому казачьему войску» (2020 год, ЧКВ)[8].
- Медаль имени Е. М. Примакова (2021, Императорское православное палестинское общество)[9].